# Dokładność pomiaru
Dokładność pomiaru - stopień zgodności wyniku pomiaru z wartością rzeczywistą (prawdziwą) wielkości mierzonej.
Ma ona wyłącznie charakter jakościowy, tzn. można jej przypisać wyłącznie takie określenia jak duża, mała, większa, mniejsza, itp. Najczęściej popełnianym błędem w odniesieniu do dokładności pomiaru jest przyporządkowywanie jej wartości liczbowej.